# Lake St. George Provincial Park
Lake St. George Provincial Park är en park i Kanada.   Den ligger i provinsen Manitoba, i den sydöstra delen av landet, 1 700 km väster om huvudstaden Ottawa. Lake St. George Provincial Park ligger 217 meter över havet.
Terrängen runt Lake St. George Provincial Park är mycket platt.Trakten runt Lake St. George Provincial Park är nära nog obefolkad, med mindre än två invånare per kvadratkilometer.. 